# American LGBTQ+ Museum
O American LGBTQ+ Museum é um museu em desenvolvimento no Upper West Side de Manhattan que se concentrará na história LGBTQ da cidade de Nova York. Fará parte do campus da Sociedade Histórica de Nova York, que está passando por uma reforma de 70.000 square feet (6.500 m2)  expansão, e está prevista para inaugurar em 2026. Sob a liderança de Richard Burns, presidente do conselho do museu, o planejamento do museu começou em 2017. Ben Garcia foi nomeado o primeiro diretor executivo do museu em janeiro de 2022 e Suhaly Bautista-Carolina ingressou como diretora de programas e parcerias do museu em 2023.
Em novembro de 2023, o museu inaugurou Queer Justice: 50 Years of Lambda Legal, sua primeira exposição itinerante no The Center. A exposição posteriormente viajou pelo país.